# Aritatsu Ogi
Aritatsu Ogi (小城 得達, Ogi Aritatsu, Hiroshima, 10 december 1942) is een Japans voormalig voetballer die als middenvelder speelde.

## Clubcarrière
In 1961 ging Ogi naar de Chuo University, waar hij in het schoolteam voetbalde. Ogi veroverde er in 1962 de Beker van de keizer. Nadat hij in 1965 afstudeerde, ging Ogi spelen voor Toyo Industries. Met deze club werd hij in 1965, 1966, 1967, 1968 en 1970 kampioen van Japan. Ogi veroverde er in 1965, 1967 en 1969 de Beker van de keizer. In 12 jaar speelde hij er 163 competitiewedstrijden en scoorde 57 goals. Ogi beëindigde zijn spelersloopbaan in 1976.

## Japans voetbalelftal
Aritatsu Ogi debuteerde in 1963 in het Japans nationaal elftal en speelde 62 interlands, waarin hij 11 keer scoorde.

## Statistieken
| Japans voetbalelftal | Japans voetbalelftal | Japans voetbalelftal |
| Jaar                 | Wed.                 | Dlp.                 |
| -------------------- | -------------------- | -------------------- |
| 1963                 | 1                    | 0                    |
| 1964                 | 1                    | 0                    |
| 1965                 | 2                    | 0                    |
| 1966                 | 7                    | 2                    |
| 1967                 | 5                    | 3                    |
| 1968                 | 3                    | 0                    |
| 1969                 | 4                    | 0                    |
| 1970                 | 13                   | 2                    |
| 1971                 | 5                    | 2                    |
| 1972                 | 8                    | 2                    |
| 1973                 | 5                    | 0                    |
| 1974                 | 6                    | 0                    |
| 1975                 | 0                    | 0                    |
| 1976                 | 2                    | 0                    |
| Totaal               | 62                   | 11                   |